# United Rugby Championship
Lo United Rugby Championship, in precedenza Pro14, Pro12 e Celtic League, è una competizione di rugby a 15 per club tra squadre delle federazioni di Galles, Irlanda, Italia, Scozia e, dal 2017, Sudafrica.
Fondata nel 2001 dalle federazioni di Galles, Irlanda e Scozia come Celtic League per dare vita a un campionato di livello comparabile alla Premiership inglese, dal 2010 è aperto anche a due franchigie italiane e dal 2011 ebbe la denominazione di Pro12, poi diventato Pro14 con l'ingresso di due franchigie sudafricane. Nel 2021, a seguito dell'ingresso delle quattro franchigie sudafricane, precedentemente impegnate nel Super Rugby, è diventato United Rugby Championship. 
Per esigenze di sponsorizzazione la Lega era nota, dal 2014, con il nome di Guinness Pro12 a seguito di un accordo con il noto produttore di birra irlandese; dal 2011 al 2014 aveva assunto il nome di RaboDirect Pro12 dal nome della banca d'affari RaboDirect e in precedenza, dal 2005 al 2011, quello di Magners League grazie a un contratto di sei anni con lo sponsor Magners, anch'esso irlandese, produttore di sidro.
Lo United Rugby Championship ha valore di torneo di vertice per Galles, Irlanda, Scozia e Sudafrica (che fino al 2021 aveva come vertice il campionato Super Rugby), mentre l'Italia ha il proprio campionato nazionale di prima divisione; tuttavia esso esprime, per ciascuna delle Federazioni europee partecipanti, le squadre che prendono parte alla successiva stagione di competizioni continentali, la European Rugby Champions Cup e la European Rugby Challenge Cup.

## Formula
La formula è cambiata a seconda del numero di squadre partecipanti che ha raggiunto nel 2002-03 il massimo di 16; le prime due stagioni il campionato era diviso in due gironi di 7 squadre che si affrontavano in una sola gara, le prime quattro di ogni girone si affrontavano nei play-off. Dal 2003-04 il numero di squadre cala a 12 e il campionato si svolge in un unico girone in cui il primo viene nominato campione.
Dalla stagione 2009-10 alla stagione 2016-17 la formula era una stagione regolare ad andata e ritorno con, alla fine di questa, i playoff. Il torneo è stato vinto per quattro volte ciascuna dalla formazione irlandese del Leinster e da quella gallese degli Ospreys, che sono le squadre che detengono il maggior numero di titoli vinti.
Dal 2017-18 con l'allargamento della competizione alle squadre sudafricane, è stato necessario un cambio di formato: due conference di 7 squadre, ogni squadra affronta, in 21 giornate, le avversarie dello stesso girone in gare di andata e ritorno ed una volta quelle dell'altro girone. Italiane, scozzesi e sudafricane disputano un ulteriore derby per esigenze di calendario. Alla fine della stagione regolare le prime classificate di ogni conference sono qualificate alle semifinali play-off, mentre le squadre arrivate seconde e terze si affrontano in una partita secca per decretare l'avversaria delle semifinali. 
Dall'estate 2021 la competizione ha assunto il nome di United Rugby Championship con l'ingresso di quattro nuove squadre sudafricane: Bulls, Lions, Sharks e Stormers. La formula è cambiata ancora: le 16 squadre sono divise in 4 gironi su base geografica, ogni squadra affronta le altre del proprio girone due volte e le altre degli altri gironi una volta per un totale di 18 partite. Al termine della stagione regolare le prime classificate sono qualificate ai play-off a cui si aggiungono le altre migliori quattro, in base alla posizione in classifica generale si formano le sfide dei quarti di finale fino alla finale che si gioca in casa della migliore classificata delle due.

## Squadre partecipanti
| Federazione | Squadra          | Impianto                            | Capienza      | Sede            | Area |
| ----------- | ---------------- | ----------------------------------- | ------------- | --------------- | --- |
| Galles      | Cardiff Rugby    | Cardiff City Stadium Arms Park      | 26.828 12.500 | Cardiff         | La città di Cardiff più la Vale of Glamorgan, il Rhondda Cynon Taf, il Merthyr Tydfil e il Brecknockshire |
| Galles      | Dragons          | Rodney Parade                       | 12.000        | Newport         | I distretti sud-orientali di Blaenau Gwent, Caerphilly, Monmouthshire, Newport e Torfaen                  |
| Galles      | Ospreys          | Liberty Stadium                     | 20.500        | Swansea e Neath | Le contea di Swansea e i distretti di Neath Port Talbot e Bridgend                                        |
| Galles      | Scarlets         | Parc y Scarlets                     | 15.000        | Llanelli        | Il Galles occidentale, le contee di Clwyd e di Gwynedd, più il Powys settentrionale                       |
| Irlanda     | Connacht         | Galway Sportsgrounds                | 7.000         | Galway          | La provincia del Connacht                                                                                 |
| Irlanda     | Leinster         | RDS Arena Aviva Stadium             | 18.500 51.700 | Dublino         | La provincia del Leinster                                                                                 |
| Irlanda     | Munster          | Thomond Park Musgrave Park          | 26.000 8.000  | Limerick Cork   | La provincia del Munster                                                                                  |
| Irlanda     | Ulster           | Ravenhill Stadium                   | 12.300        | Belfast         | La provincia dell'Ulster                                                                                  |
| Italia      | Benetton         | Stadio Comunale di Monigo           | 6.700         | Treviso         | Treviso, Veneto                                                                                           |
| Italia      | Zebre            | Stadio Sergio Lanfranchi            | 5.000         | Parma           | L'Italia nord-occidentale più la regione Emilia-Romagna                                                   |
| Scozia      | Edimburgo        | Edinburgh Rugby Stadium Murrayfield | 7.800 67.800  | Edimburgo       | Lothian, Fife, Tayside più la Scozia meridionale (Scottish Borders e Dumfries and Galloway)               |
| Scozia      | Glasgow Warriors | Scotstoun Stadium                   | 5.000         | Glasgow         | La Scozia centrale e occidentale più le Highlands e Grampiani                                             |
| Sudafrica   | Bulls            | Loftus Versfeld                     | 51.762        | Pretoria        | Gauteng e Limpopo                                                                                         |
| Sudafrica   | Lions            | Ellis Park Stadium                  | 62.567        | Johannesburg    | Johannesburg, la Provincia del Nordovest e Mpumalanga                                                     |
| Sudafrica   | Sharks           | Kings Park Stadium                  | 55.000        | Durban          | KwaZulu-Natal                                                                                             |
| Sudafrica   | Stormers         | Newlands Stadium                    | 51.900        | Città del Capo  | Città del Capo, Cape Winelands e West Coast                                                               |

### Ex partecipanti
- Aironi (Italia)
- Borders (Scozia)
- Bridgend (Galles)
- Caerphilly (Galles)
- Cardiff RFC (Galles)
- Celtic Warriors (Galles)
- Cheetahs (Sudafrica)
- Ebbw Vale (Galles)
- Llanelli (Galles)
- Neath (Galles)
- Newport (Galles)
- Pontypridd (Galles)
- Swansea (Galles)
- Southern Kings (Sudafrica)

## Storia

### Prima della Celtic League
| Stagione | Campione    |
| -------- | ----------- |
| 1999-00  | Cardiff RFC |
| 2000-01  | Swansea     |
| 2001-02  | Llanelli    |

Inizialmente Galles e Scozia unirono le proprie forze per i campionati del 1999 e del 2000, con l'estensione della Welsh Premier Division a includere anche le squadre di Edimburgo e Glasgow e formare la Welsh-Scottish League.
Nel 2001 la Irish Rugby Football Union, la Scottish Rugby Union e la Welsh Rugby Union decisero di creare una nuova competizione che avrebbe incluso anche le squadre delle quattro province irlandesi. Da questo accordo nacque la Celtic League.
Alcuni videro in questa lega il precursore di una competizione britanno-irlandese alla quale avrebbero partecipato anche squadre inglesi. Già in precedenza infatti c'erano stati contatti tra la WRU e la Rugby Football Union per organizzare un campionato anglo-gallese, ma le trattative si erano interrotte sul numero di team partecipanti per nazione.

### I primi anni
La prima stagione fu disputata tra quindici squadre: la quattro delle province irlandesi (Connacht, Leinster, Munster e Ulster), due dalla Scozia (Edinburgh Reivers e Glasgow) e tutte e nove le squadre della Welsh Premier Division (Bridgend, Caerphilly, Cardiff, Ebbw Vale, Llanelli, Neath, Newport, Pontypridd e Swansea).
Le squadre vennero divise in due gruppi (di 8 e 7 componenti) e affrontarono gli altri team dello stesso girone una sola volta. Le prime quattro classificate di ogni gruppo passarono alla fase successiva ad eliminazione diretta fino alla finale.
Il campionato 2001/2002 fu dominato dalle squadre irlandesi poiché tutte e quattro raggiunsero i quarti, tre passarono alle semi-finali e la finale vide opposte, sul campo dello Lansdowne Road di Dublino, Leinster e Munster, con i primi vincenti per 24 a 20.
La prima stagione della Celtic League si giocò accanto agli altri campionati nazionali.
La crescente importanza della Celtic League portò, nel 2002, all'abbandono della Scottish-Welsh League e al declassamento del campionato interprovinciale irlandese. La seconda stagione, disputata col medesimo format della prima, vide l'introduzione di una terza squadra scozzese, gli Scottish Borders. Il Munster ebbe poche difficoltà a vincere la competizione anche grazie all'eliminazione ai quarti dei campioni in carica del Leinster.

### Evoluzione e avvento dellaRegional Eragallese
Un maggior cambiamento nella filosofia della Celtic League avvenne all'inizio del 2003, dovuto in parte al successo commerciale della lega stessa, ma soprattutto ai contrasti finanziari interni alla federazione gallese. Questi ultimi portarono alla nascita di cinque nuove squadre regionali che presero il posto dei precedenti nove team professionistici. Fu deciso che la Celtic League sarebbe diventata la sola lega professionistica dei tre stati e che vi avrebbero partecipato la quattro squadre irlandesi, le tre scozzesi e, appunto, le nuove cinque gallesi (Cardiff Blues, Celtic Warriors, Llanelli Scarlets, Neath-Swansea Ospreys e Newport Gwent Dragons).
La nuova formula della lega prevedeva un girone all'italiana durante il quale tutte le squadre si sarebbero affrontate tra loro due volte (una volta in casa e l'altra in trasferta) per un totale di 22 partite per ogni club. Durante la stagione 2003/04 fu introdotta inoltre la Celtic Cup, una competizione ad eliminazione dirette tra le 12 squadre della Celtic League.
Comunque il campionato, soprattutto per via della scarsa pianificazione dei calendari, vide l'assenza dei giocatori più importanti in più di metà delle partite. Infatti la lega si sovrappose prima alla
Rugby World Cup del 2003 e successivamente al Sei Nazioni.
La stagione finì con i Llanelli Scarlets vincitori davanti all'Ulster di quattro punti.
L'anno seguente il format del campionato, per quanto riguarda i calendari, fu rivisto ancora una volta. Si cercò infatti di non sovrapporre le date delle partite ad altre manifestazioni internazionali e di rendere la lega più sfruttabile commercialmente. La Celtic League si disputò fino ad aprile e successivamente la Celtic Cup fu contesa tra le prime otto squadre classificate. inoltre il numero di squadre partecipanti al campionato cambiò nuovamente per la defezione del team regionale gallese dei Celtic Warriors.
Per la prima volta durante la stagione 2004/05 l'Irlanda fu d'accordo ad utilizzare i piazzamenti nella Celtic League per determinare le squadre che avrebbero partecipato alla Heineken Cup. Le squadre irlandesi però, ed in particolar modo Munster e Leinster, snobbarono in parte il campionato, facendo giocare spesso le seconde linee, dando così maggiore importanza agli impegni internazionali. Malgrado questo approccio le due squadre irlandesi finirono seconda (Munster) e terza (Leinster) e Munster vinse la Celtic Cup. Gli Ospreys furono i vincitori della lega, facendo così vincere per la seconda volta di fila una squadra regionale gallese.
Durante la stagione fu annunciata la Rainbow Cup, che avrebbe dovuto rimpiazzare la Celtic Cup includendo quattro squadre italiane e nove team provinciali sudafricani oltre a quelli della Celtic League. Si ventilò anche l'ipotesi che le squadre italiane avrebbero potuto unirsi alla Celtic League. Entrambe queste eventualità si rivelarono comunque infondate.
L'inizio della stagione 2005-2006 fu travagliato. La potenziale organizzazione di una competizione anglo-gallese, che avrebbe messo in pericolo l'esistenza della Celtic League, portò ad uno scontro tra le federazioni rugbistiche "celtiche". Malgrado le assicurazioni gallesi riguardo alla non interferenza del nuovo torneo con gli impegni della Celtic League, la SRU e la IRFU (le federazioni scozzese e irlandese) sostennero che la WRU (la federazione gallese) aveva organizzato partite in cinque weekend senza curarsi della Celtic League. Nel giugno 2005 la SRU e la IRFU avrebbero voluto espellere le squadre gallesi dalla lega. Fu proposto di continuare la competizione solo con team scozzesi ed irlandesi per la stagione 2005/06, con la possibilità di aggiungere quattro squadre italiane e di riammettere quelle gallesi nel 2006/07. Fu infine raggiunto un accordo che permise alla Celtic League di essere disputata anche da team gallesi e, con piccoli cambiamenti, si permise a questi ultimi di giocare la Anglo-Welsh Cup.
Malgrado questi problemi, la lega visse la sua stagione di maggior successo, con il record di presenze ad una partita battuto ben quattro volte. Il pubblico totale della stagione fu di 571,331 persone, circa 50 000 in più rispetto all'anno precedente.
Il campionato arrivò all'ultima giornata senza avere ancora un vincitore, con l'Ulster e il Leinster all'inseguimento del titolo. Alla fine la spuntò l'Ulster, vincendo all'ultimo minuto contro l'Ospreys con un drop di David Humphreys da 40 metri e finendo la stagione con 75 punti, contro i 74 della seconda.

### La Magners League
Nel maggio 2006 la marca di sidro Magners annunciò che sarebbe diventata lo sponsor principale della lega per le successive cinque stagioni e che il nome ufficiale di questa sarebbe stato Magners League.
Il campionato fu vinto dagli Ospreys all'ultima giornata. Infatti la vittoria casalinga dei Cardiff Blues sul Leinster permise agli Ospreys di raggiungere la vetta della classifica con un solo punto di vantaggio proprio sulla squadra di Cardiff.
Durante la stagione fu nuovamente battuto il record di spettatori per una partita. Infatti il match tra Ulster e Leinster al Lansdowne Road, l'ultimo giocato nello stadio prima della sua demolizione, fu seguito da 48 000 persone.
Al termine della stagione la squadra scozzese dei Border Reivers abbandonò la competizione lasciando la lega con solo dieci partecipanti, di cui solo due scozzesi (Edinburgh e Glasgow).
La Celtic League a 10 squadre durò per sole tre stagioni, in cui a vincere sono Leinster e Munster rispettivamente due e una volta, in questo periodo guadagna terreno l'ipotesi di allargamento del torneo a squadre italiane.

### Ampliamento del torneo
Nel 2009 il Board della Celtic League invitò la Federazione Italiana Rugby a presentare due franchigie italiane al fine di valutarne l'ammissione a partecipare al torneo a partire dalla stagione 2010-11; la prima selezione, effettuata nel giugno 2009, vide le prescelte in Roma e a Viadana, cosa questa che provocò, a livello politico, le proteste di quei partiti, in particolare la Lega Nord, che proposero interrogazioni parlamentari per chiedere conto dell'esclusione di Treviso dalla rosa di candidati a partecipare alla Celtic League.
L'esclusione di Treviso o di una possibile franchigia mista con Petrarca e Rovigo denominata "Dogi", scatenò un profondo malumore in tutta la regione, con tanto di raccolte firme nelle piazze per chiedere che venisse riesaminata la possibilità di ammissione per una squadra veneta, storicamente patria del rugby in Italia.
Nell'ottobre 2009 una commissione di revisione nominata dal presidente federale Giancarlo Dondi e presieduta dal trevigiano Zeno Zanandrea ribaltò la decisione di qualche mese prima togliendo a Roma la candidatura riportando quindi in corsa Treviso, che si dichiarò disponibile ad allestire una squadra per la Celtic League; l'esclusione di Roma provocò a sua volta vibrate proteste nella Capitale, la cui franchigia aveva avuto le garanzie di supporto economico da parte di Comune, Provincia e Regione; a gennaio 2010, tuttavia, il board della Celtic League, di fronte alle scarse garanzie economiche che le candidature di Treviso e Viadana presentavano, espresse poca fiducia sulla possibilità di un ingresso immediato delle squadre italiane; con un comunicato stampa in cui Dondi attribuisce al Board della Celtic League il fallimento delle trattative per via delle presunte aumentate richieste di garanzie economiche, che tuttavia la League stessa sostiene fossero note già dall'inizio delle trattative la questione sembrava dover essere definitivamente archiviata, ma il reperimento di 3 milioni di euro, di cui la metà diviso in parti eguali tra Viadana e Treviso e il resto a carico della stessa FIR, offerto alla Celtic League come copertura delle spese iniziali, ha riaperto le trattative e, infine, l'8 marzo 2010, il Board della Celtic League ha deciso all'unanimità l'ammissione delle due franchigie italiane a partire dalla stagione 2010-11; la franchigia di Viadana si è data il nome di Aironi. Le due stagioni degli Aironi si concludono con due dodicesimi posti e la soddisfazione di una vittoria nel derby celtico con Treviso. Il torneo è vinto da Munster nel derby contro Leinster.

### Il Pro 12
L'apertura al rugby italiano rese obsoleto l'appellativo "Celtic" così nel 2011 il torneo cambio nome in Pro12, come il numero di squadre partecipanti. Gli Ospreys vinsero il torneo battendo in finale di nuovo Leinster, alla sua terza finale consecutiva persa.
Nella stagione 2012/2013 la formazione italiana delle Zebre Rugby prende il posto di quella degli Aironi a cui è stata ritirata la licenza per partecipare al campionato per problemi economici. La nuova franchigia terminò la stagione con zero vittorie eguagliando il record negativo di Caerphilly nel 2001-02 e 2002-03, per Treviso invece si tratta della migliore stagione fino a quel momento, con 10 vittorie e 2 pareggi. In vetta invece Leinster torna campione battendo in finale Ulster.
La stagione successiva vede la conferma del Leinster che doppia il titolo dell'anno prima contro Glasgow Warriors e arriva a quota 4 vittorie. Il Pro12 2014-2015 è l'anno della rivincita dei Warriors che arriva in finale contro Munster e conquista il primo titolo di una squadra scozzese. Dopo la prima volta di Glasgow l'anno precedente, fu la volta di un'ennesima esordiente a iscrivere il proprio nome nell'albo d'oro della competizione: Connacht, considerata storicamente la più debole delle quattro province irlandesi e sfavorita nella finale che la opponeva alla più quotata connazionale Leinster, la batté invece 20-10 e vinse il suo primo titolo del Pro12.
La Pro12 2016-2017 registra il ritorno sul gradino più alto del podio degli Scarlets, giunti terzi in classifica, in semifinale battono Leinster a Dublino 15-27 e in finale segnano sei mete contro Munster battendo gli irlandesi per 46-22.

### Il Pro 14
Nell'agosto 2017 il torneo vede un nuovo importante ampliamento: il Board ammette due squadre sudafricane, Central Cheetahs e Southern Kings, escluse dal Super Rugby in seguito alla riduzione del numero delle squadre che vi partecipano da 18 a 15.
A quattro anni dall'ultimo successo, all'Aviva Stadium trionfa il Leinster che batte i campioni uscenti degli Scarlets. Gli irlandesi centrano, inoltre, il double con la vittoria della Champions Cup (il primo club del Pro14 a riuscirci e il sesto club in Europa). La stagione seguente fu il secondo trionfo consecutivo dei Dubliners che si imposero nella finale del Celtic Park sui Glasgow Warriors. Degno di nota fu il percorso del Benetton che concluse la stagione regolare con undici vittorie conquistando il diritto di partecipare per la prima volta (prima volta anche per una franchigia italiana) ai play-off. Lo spareggio con Munster si concluse 15-13 per i padroni di casa "salvati" dal calcio Hanrahan.
Il Pro14 2019-20 fu quello funestato dalla Pandemia di COVID-19, infatti a partire dal 24 febbraio 2020, a seguito delle misure adottate dal governo italiano per contrastare la diffusione della Pandemia, fu annunciato il rinvio a data da destinarsi delle partite della tredicesima giornata e poi della quattordicesima e della quindicesima giornata da giocarsi in Italia. Il campionato fu poi sospeso e posticipato interamente a data indefinita il 12 marzo. Il 21 agosto riprese il campionato fino alla conclusione il 12 settembre. I play-off, ridotti a sole quattro squadre, videro la presenza di ben tre irlandesi più Edimburgo, la finale fu a completo appannaggio di Leinster che sconfisse 27-5 Ulster.
Dopo meno di un mese, il 2 ottobre 2020 cominciò il Pro14 2020-21, i partecipanti furono 12 a causa dell'impossibilità delle due sudafricane di poter intraprendere viaggi in Europa. La formula fu semplificata con la sola finale tra le prime dei due gironi, furono di nuovo due irlandesi Leinster e Munster. A Leinster andò l'ottavo titolo e quarto consecutivo.

### United Rugby Championship
A causa della pandemia, la SARU decise di ritirare le quattro franchigie dal Super Rugby per unirsi al Pro14. Dall'estate 2021 la competizione ha assunto il nome di United Rugby Championship con l'ingresso di quattro nuove squadre sudafricane: Bulls, Lions, Sharks e Stormers.
Un primo approccio delle nuove compagini al torneo fu la Pro14 Rainbow Cup che prevedeva inizialmente un totale di cinque partite per ognuna della 16 squadre partecipanti ma a causa delle restrizioni ai viaggi verso Regno Unito e Irlanda la formula venne modificata in due gironi (uno europeo ed uno sudafricano) e le migliori classificate si sarebbero affrontate in una finale per l'assegnazione del titolo. Il torneo fu vinto da Benetton che batterono in finale a Monigo i Bulls.

## Formato della competizione
Il formato del Pro14 a partire dal 2017 è il seguente: le 14 squadre sono divise in 2 gironi (in inglese Conference A e Conference B) da 7 squadre ciascuna; ciascun girone comprende due squadre gallesi, due irlandesi e un'italiana, una scozzese e una sudafricana.
Nella prima fase ogni squadra di un girone disputa 21 incontri così ripartite:
- contro tutte le altre sei in gare di andata e ritorno (12 incontri)[21];
- contro tutte le altre sette dell'altro girone in gare di sola andata, con campo interno a discrezione dell'organizzatore (7 incontri)[21];
- contro la o le proprie compatriote dell'altro girone (un incontro contro ciascuna delle altre due gallesi o irlandesi, due incontri tra le due franchigie italiane, scozzesi e sudafricane), con campo interno a discrezione dell'organizzatore (2 incontri)[21][22];

Il punteggio è quello dell'Emisfero sud, quindi per ogni partita sono in palio:
- 4 punti alla squadra vincitrice;
- 2 punti a entrambe per il pareggio;
- 0 punti alla squadra sconfitta;
- 1 punto supplementare a qualsiasi squadra abbia marcato quattro mete;
- 1 punto supplementare alla squadra sconfitta con sette punti o meno di scarto.

Il piazzamento generale al termine della stagione regolare è dato da:
1. punti totali in classifica;
2. a parità di punti in classifica, il numero di vittorie
3. a parità dei fattori 1 e 2, la differenza tra punti marcati e subìti
4. a parità dei fattori 1, 2 e 3, il numero di mete segnate
5. a parità dei fattori 1, 2, 3 e 4, il numero di punti marcati
6. a parità dei fattori 1, 2, 3, 4 e 5, la differenza tra mete segnate e quelle subìte
7. a parità dei fattori 1, 2, 3, 4, 5 e 6, il numero di giocatori squalificati dalla commissione disciplinare
8. a parità dei fattori 1, 2, 3, 4, 5, 6 e 7 il numero di giocatori ammoniti
9. in caso tutti i fattori suindicati non siano stati sufficienti a determinare una precedenza, si procederà a sorteggio.

Per quanto riguarda la fase a play-off:
1. vi accedono le prime tre classificate di ogni girone;
2. la prima classificata di ogni girone accede direttamente in semifinale;
3. la seconda del girone A affronta in casa la terza del girone B in gara unica;
4. la seconda del girone B affronta in casa la terza del girone A in gara unica;
5. la vincente del girone A affronta in casa la vincente dell'incontro di cui al punto precedente;
6. la vincente del girone B affronta in casa la vincente dell'incontro di cui al punto 3;
7. le due squadre vincenti degli incontri di cui ai punti 5 e 6 disputano la finale in gara unica in campo neutro designato dall'organizzazione.

In ogni incontro della fase a play-off che finisca in parità alla fine dei tempi regolamentari si procederà alla disputa dei tempi supplementari e, in caso di ulteriore parità, sarà dichiarata vincitrice la squadra che ha marcato il maggior numero di mete; in caso vi sia parità anche in questo fattore le due squadre spareggeranno tramite calci piazzati.

## Copertura televisiva
Nella stagione 2022/2023 la United Rugby Championship è stata trasmessa in Italia da Discovery+, mentre dalla stagione 2023/2024 da Sky Italia. Al momento, in Galles la competizione è invece trasmessa da BBC Two Wales e S4C, in Irlanda da RTE, TG4 e BBC Two Northern Ireland, mentre in Scozia da BBC Alba. Inoltre, tutti i match sono coperti da Premier sports a volte in esclusiva "de facto", che diventerà assoluta (perlomeno lingua Inglese, visto che i diritti in lingua Gallese, Scozzese e Irlandese sono ancora in fase di vendita) dalla stagione 2025/2026. Le partite riguardanti le compagini sudafricane sono trasmesse da SuperSports.

## Albo d'oro
| Edizione | Edizione | Vincitore         |
| -------- | -------- | ----------------- |
| 1        | 2001-02  | Leinster          |
| 2        | 2002-03  | Munster           |
| 3        | 2003-04  | Llanelli Scarlets |
| 4        | 2004-05  | Ospreys           |
| 5        | 2005-06  | Ulster            |
| 6        | 2006-07  | Ospreys           |
| 7        | 2007-08  | Leinster          |
| 8        | 2008-09  | Munster           |
| 9        | 2009-10  | Ospreys           |
| 10       | 2010-11  | Munster           |

| Edizione | Edizione | Vincitore        |
| -------- | -------- | ---------------- |
| 11       | 2011-12  | Ospreys          |
| 12       | 2012-13  | Leinster         |
| 13       | 2013-14  | Leinster         |
| 14       | 2014-15  | Glasgow Warriors |
| 15       | 2015-16  | Connacht         |
| 16       | 2016-17  | Scarlets         |
| 17       | 2017-18  | Leinster         |
| 18       | 2018-19  | Leinster         |
| 19       | 2019-20  | Leinster         |
| 20       | 2020-21  | Leinster         |

| Edizione | Edizione | Vincitore        |
| -------- | -------- | ---------------- |
| 21       | 2021-22  | Stormers         |
| 22       | 2022-23  | Munster          |
| 23       | 2023-24  | Glasgow Warriors |
| 24       | 2024-25  |                  |

### Finali
Fino alla stagione 2013-14, la sede della finale del torneo era quella della squadra meglio classificata tra le due arrivate in finale (tranne i sei anni in cui non erano previsti i play-off). Tuttavia a partire dal Pro12 2014-2015, all'inizio della stagione viene scelto lo stadio che ospiterà la finale.
| Denominazione             | Stagione | Incontro                    | Risultato | Sede                              | Spettatori |
| ------------------------- | -------- | --------------------------- | --------- | --------------------------------- | ---------- |
| Celtic League             | 2001-02  | Leinster — Munster          | 24 – 20   | Lansdowne Road, Dublino           | 30 000     |
| Celtic League             | 2002-03  | Neath — Munster             | 17 – 37   | Millennium Stadium, Cardiff       | 30 076     |
| Celtic League             | 2009-10  | Leinster — Ospreys          | 12 – 17   | RDS Arena, Dublino                | 19 500     |
| Celtic League             | 2010-11  | Munster — Leinster          | 19 – 9    | Thomond Park, Limerick            | 26 100     |
| Pro12                     | 2011-12  | Leinster — Ospreys          | 30 – 31   | RDS Arena, Dublino                | 18 500     |
| Pro12                     | 2012-13  | Ulster — Leinster           | 18 – 24   | RDS Arena, Dublino                | 19 200     |
| Pro12                     | 2013-14  | Leinster — Glasgow Warriors | 34 – 12   | RDS Arena, Dublino                | 19 200     |
| Pro12                     | 2014-15  | Glasgow Warriors — Munster  | 31 – 13   | Kingspan Stadium, Belfast         | 17 057     |
| Pro12                     | 2015-16  | Leinster — Connacht         | 10 – 20   | Murrayfield, Edimburgo            | 34 550     |
| Pro12                     | 2016-17  | Munster — Scarlets          | 22 – 46   | Aviva Stadium, Dublino            | 44 558     |
| Pro14                     | 2017-18  | Leinster — Scarlets         | 40 – 32   | Aviva Stadium, Dublino            | 46 092     |
| Pro14                     | 2018-19  | Leinster — Glasgow Warriors | 18 – 15   | Celtic Park, Glasgow              | 47 125     |
| Pro14                     | 2019-20  | Leinster — Ulster           | 27 – 5    | Aviva Stadium, Dublino            | 0          |
| Pro14                     | 2020-21  | Leinster — Munster          | 16 – 6    | RDS Arena, Dublino                | 0          |
| United Rugby Championship | 2021-22  | Stormers — Bulls            | 18 – 13   | Cape Town Stadium, Città del Capo | 31 000     |
| United Rugby Championship | 2022-23  | Stormers — Munster          | 14 – 19   | Cape Town Stadium, Città del Capo | 55 000     |
| United Rugby Championship | 2023-24  | Bulls — Glasgow Warriors    | 16 – 21   | Loftus Versfeld, Pretoria         | 50 388     |

### Vittorie per club
| Squadra          | Campione | Finalista / Secondo posto |
| ---------------- | -------- | ------------------------- |
| Leinster         | 8        | 5                         |
| Ospreys          | 4        | —                         |
| Munster          | 4        | 5                         |
| Glasgow Warriors | 2        | 2                         |
| Scarlets         | 2        | 1                         |
| Ulster           | 1        | 3                         |
| Connacht         | 1        | —                         |
| Stormers         | 1        | 1                         |
| Cardiff Rugby    | —        | 2                         |
| Bulls            | –        | 2                         |
| Neath            | —        | 1                         |
| Edimburgo        | —        | 1                         |

### Vittorie per federazione
| Federazione | Vittorie | Finalisti / Secondi posti |
| ----------- | -------- | ------------------------- |
| Irlanda     | 14       | 13                        |
| Galles      | 6        | 4                         |
| Scozia      | 2        | 3                         |
| Sudafrica   | 1        | 3                         |

### Vittorie regular season
In origine, dal 2001-02 al 2002-03, il formato del torneo erano gironi in cui ogni squadra incontrava tutte le altre dello stesso girone in una partita di sola andata; al termine della stagione regolare le migliori quattro di ogni conference disputavano i play-off.
| Edizione | Conference A | Qualificate ai play-off A          | Conference B | Qualificate ai play-off B               |
| -------- | ------------ | ---------------------------------- | ------------ | --------------------------------------- |
| 2001-02  | Leinster     | Ulster, Glasgow Warriors, Llanelli | Munster      | Connacht, Neath, Newport                |
| 2002-03  | Munster      | Ulster, Neath, Edimburgo           | Pontypridd   | Glasgow Warriors, Cardiff RFC, Connacht |

Dalla stagione 2003-04 fino al 2008-09 la vittoria del campionato viene assegnata alla squadra che conclude la regular season al primo posto, non ci sono play-off.
| Edizione | Vincitore         | Secondo classificato | Terzo classificato |
| -------- | ----------------- | -------------------- | ------------------ |
| 2003-04  | Llanelli Scarlets | Ulster               | Newport G.D.       |
| 2004-05  | Ospreys           | Munster              | Leinster           |
| 2005-06  | Ulster            | Leinster             | Munster            |
| 2006-07  | Ospreys           | Cardiff Rugby        | Leinster           |
| 2007-08  | Leinster          | Cardiff Rugby        | Munster            |
| 2008-09  | Munster           | Edimburgo            | Leinster           |

Dal 2009-10 si cambia: un unico girone in cui le prime quattro accedono alla fase play-off che assegna il titolo di campione.
| Edizione | Primo classificato | Qualificate ai play-off              |
| -------- | ------------------ | ------------------------------------ |
| 2009-10  | Leinster           | Ospreys, Glasgow Warriors, Munster   |
| 2010-11  | Munster            | Leinster, Ulster, Ospreys            |
| 2011-12  | Leinster           | Ospreys, Munster, Glasgow Warriors   |
| 2012-13  | Ulster             | Leinster, Glasgow Warriors, Scarlets |
| 2013-14  | Leinster           | Glasgow Warriors, Munster, Ulster    |
| 2014-15  | Glasgow Warriors   | Munster, Ospreys, Ulster             |
| 2015-16  | Leinster           | Connacht, Glasgow Warriors, Ulster   |
| 2016-17  | Munster            | Leinster, Scarlets, Ospreys          |

L'allargamento geografico alle due squadre sudafricane ha reso necessario il ritorno ad una divisione in due conference, le prime tre di ogni conference partecipa ai play-off per l'assegnazione del titolo.
| Edizione | Conference A     | Qualificate ai play-off A | Conference B | Qualificate ai play-off B |
| -------- | ---------------- | ------------------------- | ------------ | ------------------------- |
| 2017-18  | Glasgow Warriors | Munster, Cheetahs         | Leinster     | Scarlets, Edimburgo       |
| 2018-19  | Glasgow Warriors | Munster, Connacht         | Leinster     | Ulster, Benetton          |
| 2019-20  | Leinster         | Ulster                    | Edimburgo    | Munster                   |
| 2020-21  | Leinster         |                           | Munster      |                           |

Successivamente, a partire dalla prima edizione denominata United Rugby Championship, si torna a disputare un unico girone di stagione regolare, e a qualificarsi per i play-off sono le migliori otto squadre di tale girone.
| Edizione | Primo classificato | Qualificate ai play-off                                                |
| -------- | ------------------ | ---------------------------------------------------------------------- |
| 2021-22  | Leinster           | Stormers, Ulster, Bulls, Sharks, Munster, Edimburgo, Glasgow Warriors  |
| 2022-23  | Leinster           | Ulster, Stormers, Glasgow Warriors, Munster, Bulls, Connacht, Sharks   |
| 2023-24  | Munster            | Bulls, Leinster, Glasgow Warriors, Stormers, Ulster, Benetton, Ospreys |

## Giocatore dell'anno
| Edizione | Giocatore           | Squadra   |
| -------- | ------------------- | --------- |
| 2009-10  | Tommy Bowe          | Ospreys   |
| 2010-11  | Ruan Pienaar        | Ulster    |
| 2011-12  | Tim Visser          | Edimburgo |
| 2012-13  | Nick Williams       | Ulster    |
| 2013-14  | Dan Biggar          | Ospreys   |
| 2014-15  | Rhys Webb           | Ospreys   |
| 2015-16  | Bundee Aki          | Connacht  |
| 2016-17  | Charles Piutau      | Ulster    |
| 2017-18  | Tadhg Beirne        | Scarlets  |
| 2018-19  | Viliame Mata        | Edimburgo |
| 2019-20  | Duhan van der Merwe | Edimburgo |
| 2020-21  | Marcell Coetzee     | Ulster    |
| 2021-22  | Evan Roos           | Stormers  |
| 2022-23  | Dan Sheehan         | Leinster  |
| 2023-24  | Jack Crowley        | Munster   |

1. ↑  Tim Visser diverrà idoneo a prendere parte agli incontri internazionali per la Scozia soltanto nel giugno 2012, un mese dopo il termine della stagione 2011-12.
2. ↑  Nella stagione 2015-16, Aki non era ancora idoneo a disputare incontri internazionali per la nazionale irlandese; acquisirà tale idoneità un anno più tardi.
3. ↑  Al termine della stagione 2019-20, van der Merwe non risultava idoneo per disputare incontri internazionali per la Scozia, dal momento che acquisirà tale idoneità solamente nell'estate del 2020

## Statistiche
- Maggior numero di punti segnati in una stagione: 276 (Felipe Contepomi, Leinster, 2005-2006)
- Record di punti segnati: 1.582 (Dan Parks, Glasgow Warriors, Cardiff Blues e Connacht, 2003-2014)
- Maggior numero di mete segnate in una stagione: 14 (Tim Visser, Edinburgh Rugby, 2010-2011)
- Record di mete segnate: 65 (Tommy Bowe, Ulster Rugby e Ospreys, 2004-2018)
- Numero di spettatori più alto per una partita di Celtic League: 68,262 (Cardiff Blues vs. Ospreys e Newport Gwent Dragons vs. Scarlets, 30 aprile 2016)